# Sericostoma clypeatum
Sericostoma clypeatum là một loài Trichoptera trong họ Sericostomatidae. Chúng phân bố ở miền Cổ bắc.